# 윤경빈
윤경빈(尹慶彬, 1919년 1월 14일 ~ 2018년 3월 8일)은 충칭 대한민국 임시 정부에서 한국 광복군으로 활동했던 대한민국 독립 운동가이다.

## 생애
평안남도 중화 출생으로 평양고등보통학교를 졸업하고 일본에 유학, 메이지 대학에서 수학했다. 그는 메이지 대학 재학 중 일본군 학도지원병으로 강제 징집되었다가 중국에서 탈출하여 충칭의 대한민국 임시정부를 찾아가 광복군에 입대하였다. 같은 부대의 장준하, 김준엽이 그와 함께 탈출하여 광복군에서 독립 운동을 한 사람들이다.
광복군 총사령부에서 부관으로 복무했으며 광복을 맞아 귀국했다. 1944년 징집되어 그해 탈출했기에 광복군 근무 경력은 짧지만 그동안 김구의 경호원을 맡는 등 임시정부의 막내로 일했으며, 1945년 11월에 임시정부 요인들과 함께 입국했다. 1999년부터 2002년까지 광복회 제14대 회장을 맡았고, 재임 기간 중 민족정기를 세우는 국회의원모임과 함께 친일파 708인 명단을 발표한 바 있다.
전 대통령 김대중의 장남인 김홍일이 그의 사위로, 김대중과는 사돈 간이다. 1990년에는 건국훈장 애국장이 수여되었다.

## 학력
- 평안남도 평양고등보통학교 졸업
- 일본 메이지 대학교 철학과 중퇴
- 중화민국 임천 육군군관학교 제1기 졸업
- 대한민국 국방대학교 제1기 행정학사(1956년)

## 참고 자료
- 윤경빈 : 독립유공자 공훈록 - 국가보훈처